# Jill Liddington
Jill Liddington, née à Manchester en 1946, est une écrivaine et universitaire britannique spécialisée dans l'histoire des femmes.

## Biographie
Jill Liddington rejoint le département des études externes de l'Université de Leeds en 1982. Elle officie comme professeure en histoire du genre à la School of Continuing Education, jusqu'à son transfert au Center for Interdisciplinary Gender Studies, où elle travaille comme chercheuse honoraire,.
Ses principaux intérêts de recherche portent sur l'histoire des femmes et l'interaction entre le genre et la classe en Grande-Bretagne des XIXe et XXe siècles. Elle également historienne du suffrage féminin en Grande-Bretagne. Pour ses recherches, elle étudie et décortique les journaux intimes d'Anne Lister (1791-1840),.
En 2004, Jill Liddington s'est présentée en tant que candidate du parti travailliste (Labour Party) dans le quartier de Sowerby Bridge aux élections du conseil de Calderdale, en grande partie pour empêcher l'élection de nouveaux conseillers du Parti national britannique (BNP).
En 2018, l’ouvrage One Hand Tied Behind Us: the rise of the women's suffrage movement co-écrit avec Jill Norris est édité en traduction française par les éditions Libertalia,,,.

## Publications
- One Hand Tied Behind Us: the rise of the women's suffrage movement, Virago Press, 304, 1978,  (ISBN 1854891111)
- Respectable Rebel: the life and times of Selina Cooper 1864-1946, Virago Press, 560p, 1984,  (ISBN 0860684180)
- The Long Road to Greenham: feminism and anti-militarism in Britain since 1820, Virago Press, 304p, 1989,  (ISBN 0860686884)
- Female Fortune: Land, Gender and Authority: the Anne Lister diaries 1833-36, Rivers Oram Press, 1998,  (ISBN 1854890883)
- Rebel Girls: their fight for the vote, Virago Press, 416p, 2006,  (ISBN 1844081680)
- Vanishing for the Vote: suffrage, citizenship and the battle for the census, Manchester University Press, 304p, 2014,  (ISBN 071908749X)

## Traductions
- Histoire des suffragistes radicales, Jill Liddington, Jill Norris, Préface de Fabrice Bensimon, Traduction de Laurent Bury, Libertalia, 560p, 2018,  (ISBN 9782377290376)